# Обихумбоу
Обихумбоу (тадж. Обихумбоу, Хумбоб) — река в Таджикистане, в северной части Западного Памира, самый крупный правый приток Пянджа между устьями рек Ванч и Обиминьоу.
Длина реки 49 километров, площадь водосборного бассейна 509 квадратных километров. В верховьях река носит название Сиядара и начало берёт на южном склоне протянувшегося в широтном направлении Дарвазского хребта. Протекает по территории Дарвазского района и района Сангвор Горно-Бадахшанской автономной области. Течёт у истока в северо-западном направлении, затем поворачивает на юго-запад. Впадает в Пяндж у села Калаихум на границе с Афганистаном. В центре посёлка Калаихум бурная река зажата в узком искусственном русле с высокими трёхметровыми стенами из камня, по её берегам над водой нависают террасы кафе и жилых домов. Основные притоки Обихумбоу — реки Чарымдара (правый), Хостроги (левый), Обихарак (правый) и Обимангит (правый). Основным источником питания реки являются талые снеговые воды (60 %) и подземные воды (37 %). Доля ледникового стока составляет 3 %. Длина остальных рек района между устьями реки Ванч и Обиминьоу меньше длины реки Обихумбоу. Большой перепад высот от истока до устья при небольшой длине реки обуславливает её бурное течение. На реке Обихумбоу, в нескольких километрах от села Калаихум действует гидроэлектростанция.
Водосборы расположены высоко, их средняя взвешенная высота, в основном, превышает 3000 м. Район расположен в удалении от основного источника влаги, поступающей с северо-запада и севера. Однако огромные высоты хребтов Петра I, Академии наук и Дарвазского создают благоприятные условия для формирования значительных снегозапасов на высоте 3,5-4 км: до 1000—1500 мм. По характеру гидрологического режима, в соответствии с классификацией рек советского гидролога Виктора Львовича Шульца (1908—1976), река относится к ледниково-снеговому типу питания. На этой реке половодье начинается в апреле — мае и заканчивается октябре — ноябре, наибольшие расходы и гребень волны половодья приходятся на июль — август.
На реке Обихумбоу, у села Калаихум по данным 2014 года действует гидрологический пост. Открыт в сентябре 1932 года. Расход воды измерялся в 1955—1960, 1964—2014 гг. Также в верховьях реки Обихумбоу по данным 2008 года находятся гидрологические посты у села Сангвор и у села Ёзганд.
Орнитологическая экспедиция в Таджикистан 31 мая 2017 года заметила в низовьях реки Обихумбоу следующие виды птиц: перевозчик, тибетский ворон, восточная чёрная ворона (Corvus corone orientalis), бурая оляпка (Cinclus pallasii tenuirostris), синяя птица (Myophonus caeruleus turcestanicus), сизая горихвостка, чёрная каменка (Oenanthe picata capistrata), чёрный дрозд (Turdus merula intermedia), горная трясогузка (Motacilla cinerea melanope), маскированная трясогузка (Motacilla alba personata) и овсянка Стюарта (Emberiza stewarti).
Памирский тракт проходит по долине реки Обихумбоу в нижнем течении и по долине притока Обихарак до перевала Хабуработ (3252 м).

## Галерея

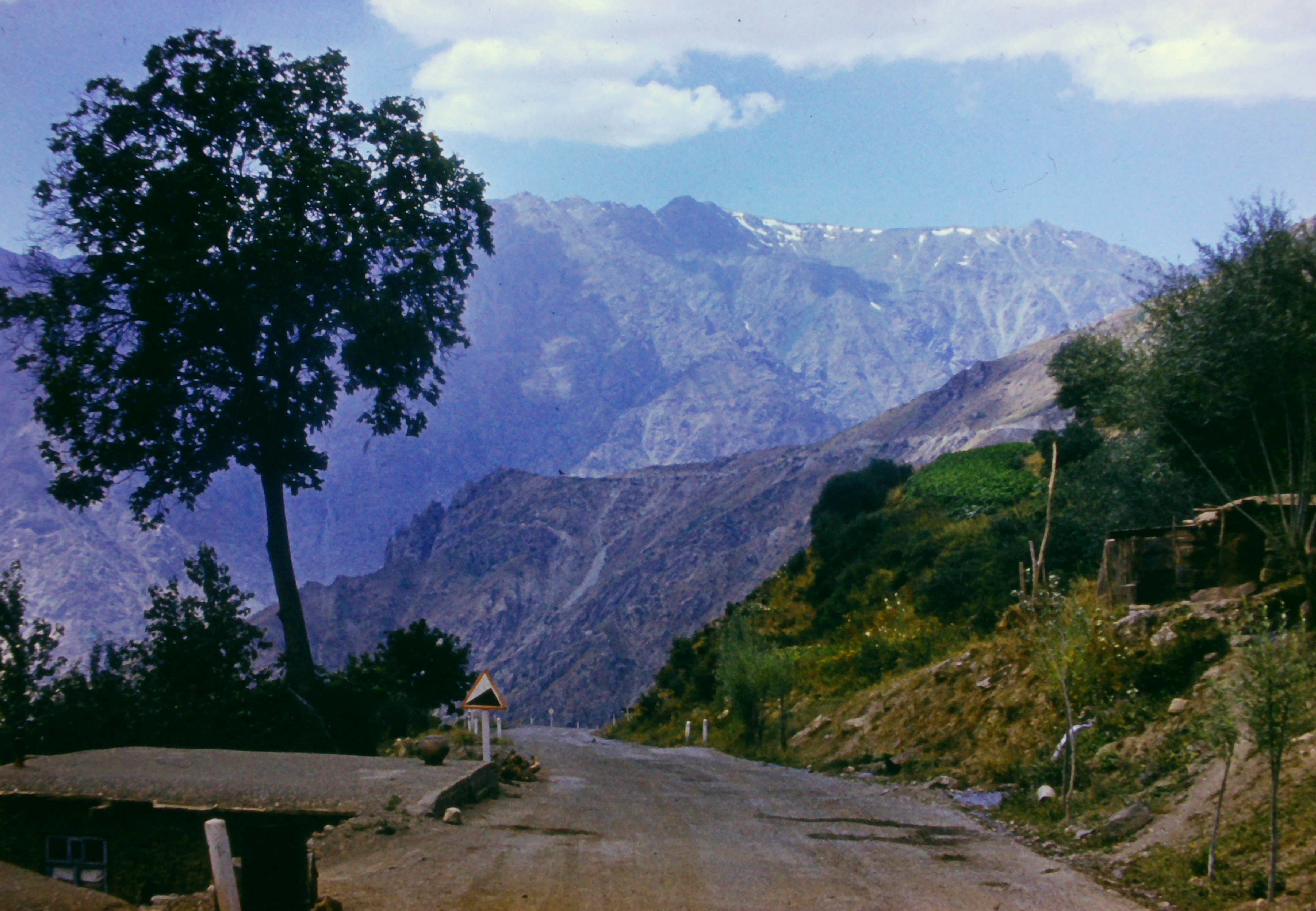
Памирский тракт в районе реки Обихумбоу
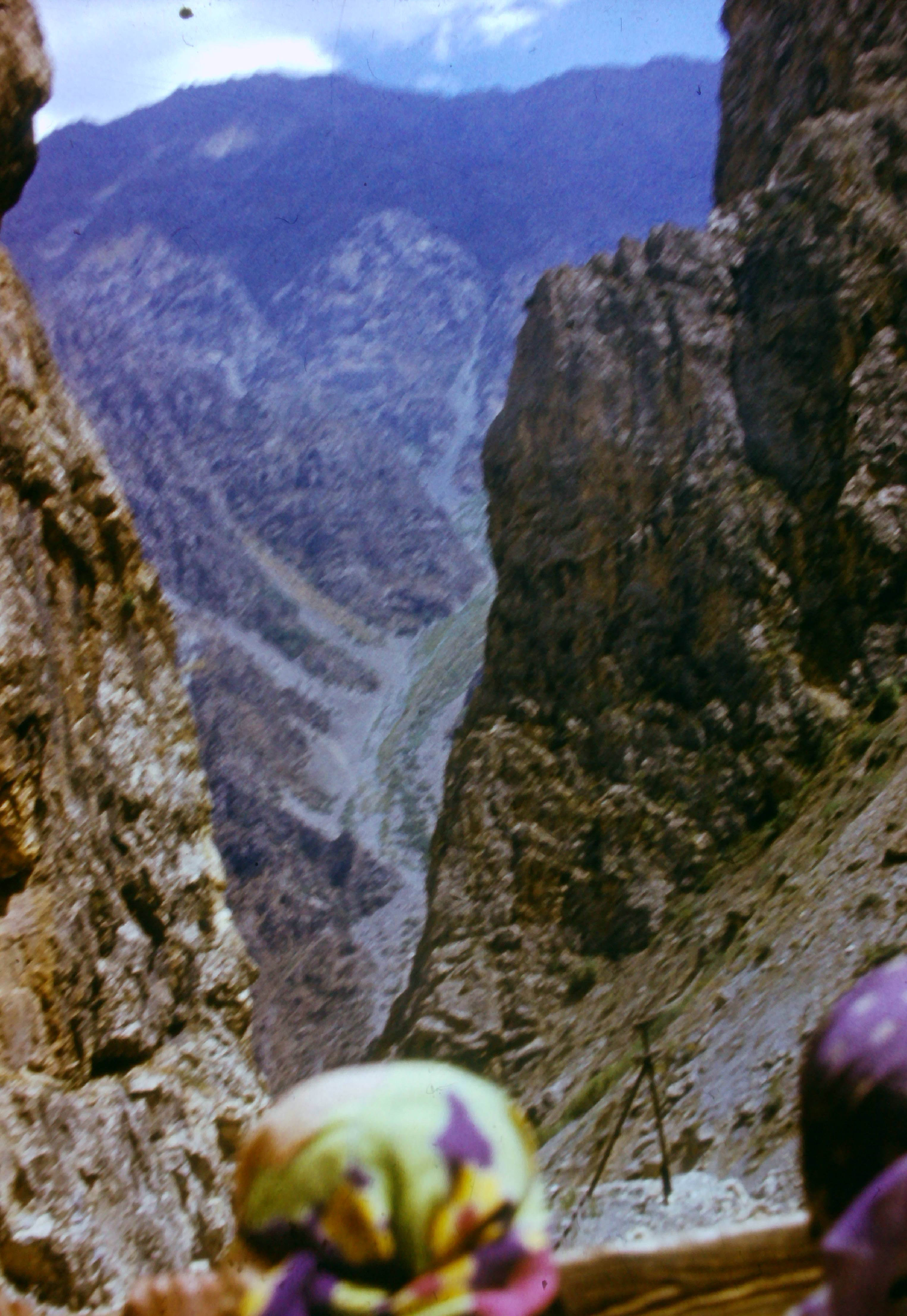
Памирские горы примыкающие к реке
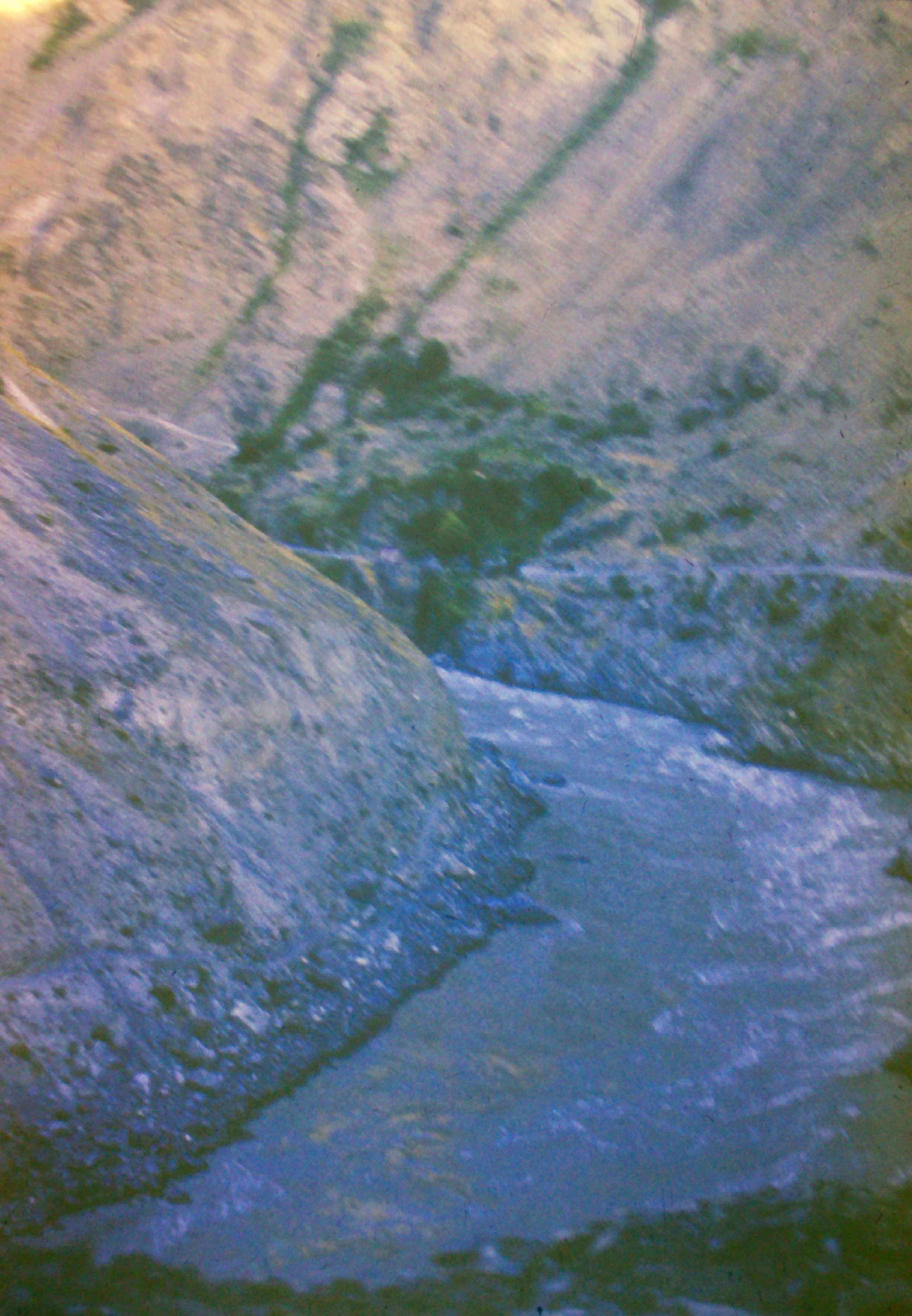
Река Обихумбоу
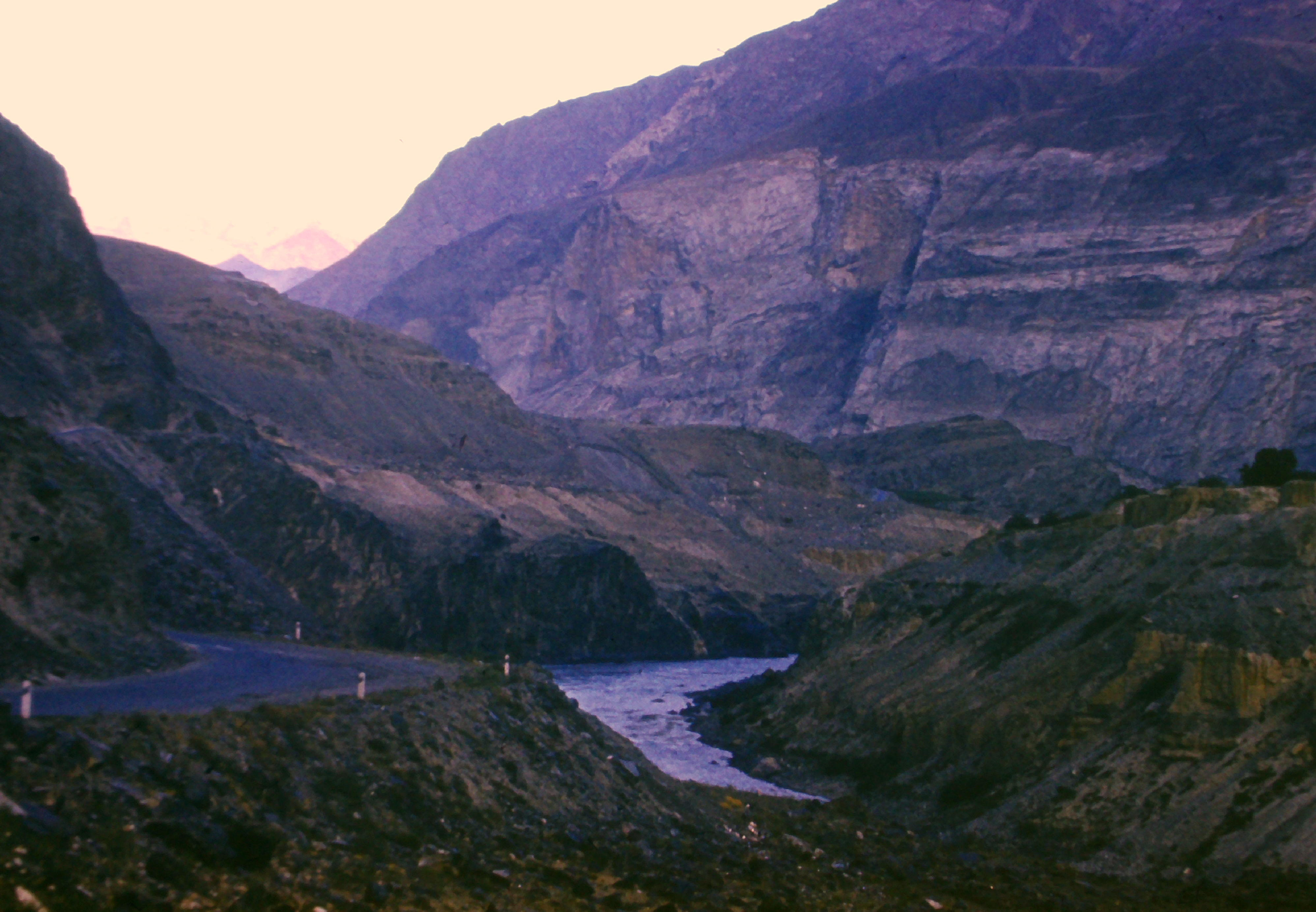
Обихумбоу в окружении памирских гор
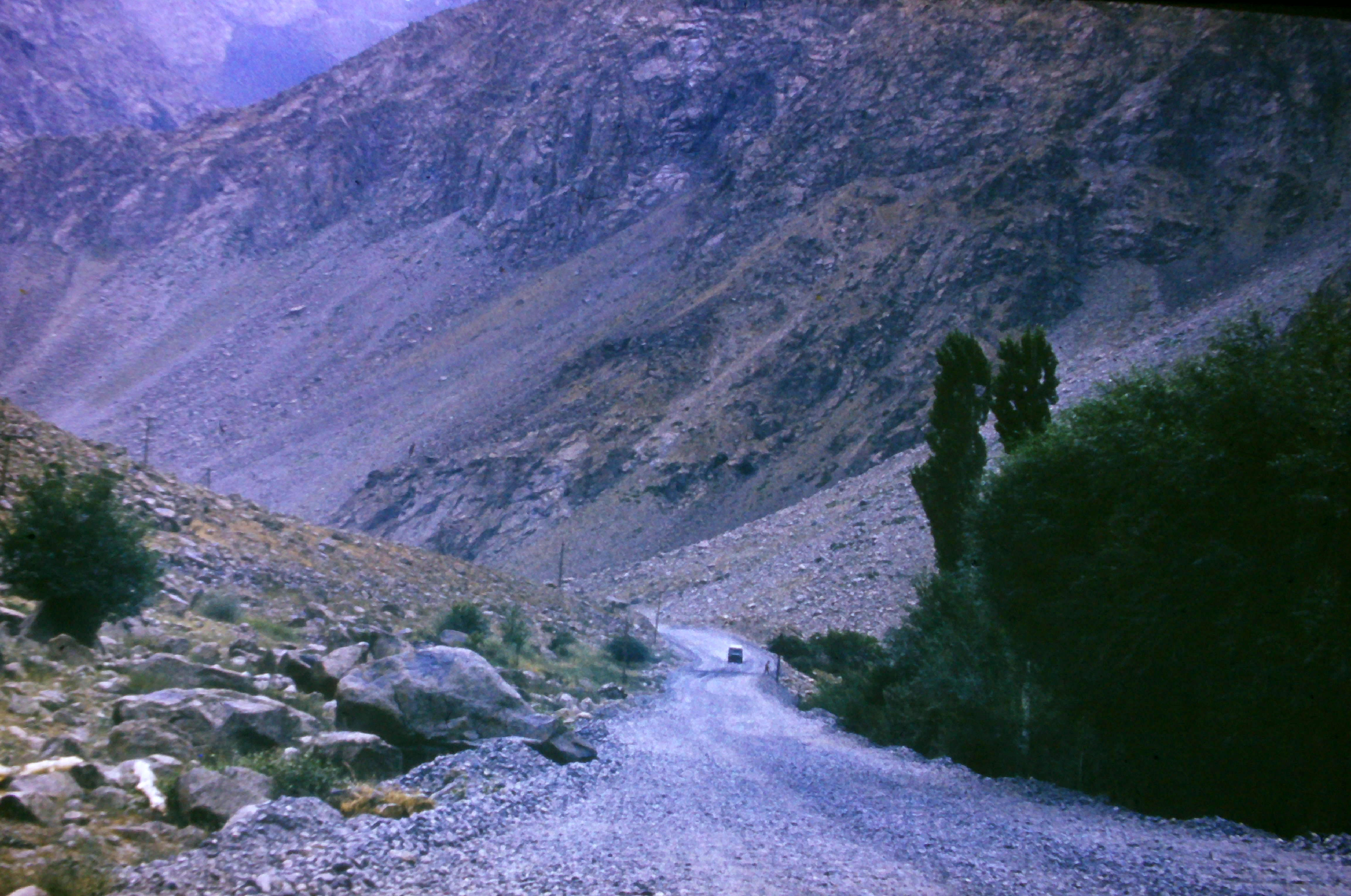
Памирский тракт рядом с рекой